# Анверса-дельї-Абруцці
Анверса-дельї-Абруцці (італ. Anversa degli Abruzzi) — муніципалітет в Італії, у регіоні Абруццо,  провінція Л'Аквіла.
Анверса-дельї-Абруцці розташована на відстані близько 110 км на схід від Рима, 55 км на південний схід від Л'Акуїли.
Населення — 351 особа (2014).
Щорічний фестиваль відбувається 16 січня. Покровитель — San Marcello.

## Демографія
Населення за роками:

Станом на 1 січня 2023 року в муніципалітеті офіційно проживали 52 іноземці з 14 країн, серед них 31 громадянин країн Євросоюзу та 4 громадяни України.

## Сусідні муніципалітети
- Буньяра
- Кокулло
- Ортона-дей-Марсі
- Прецца
- Сканно
- Віллалаго